# Ze'ev Ben Cvi

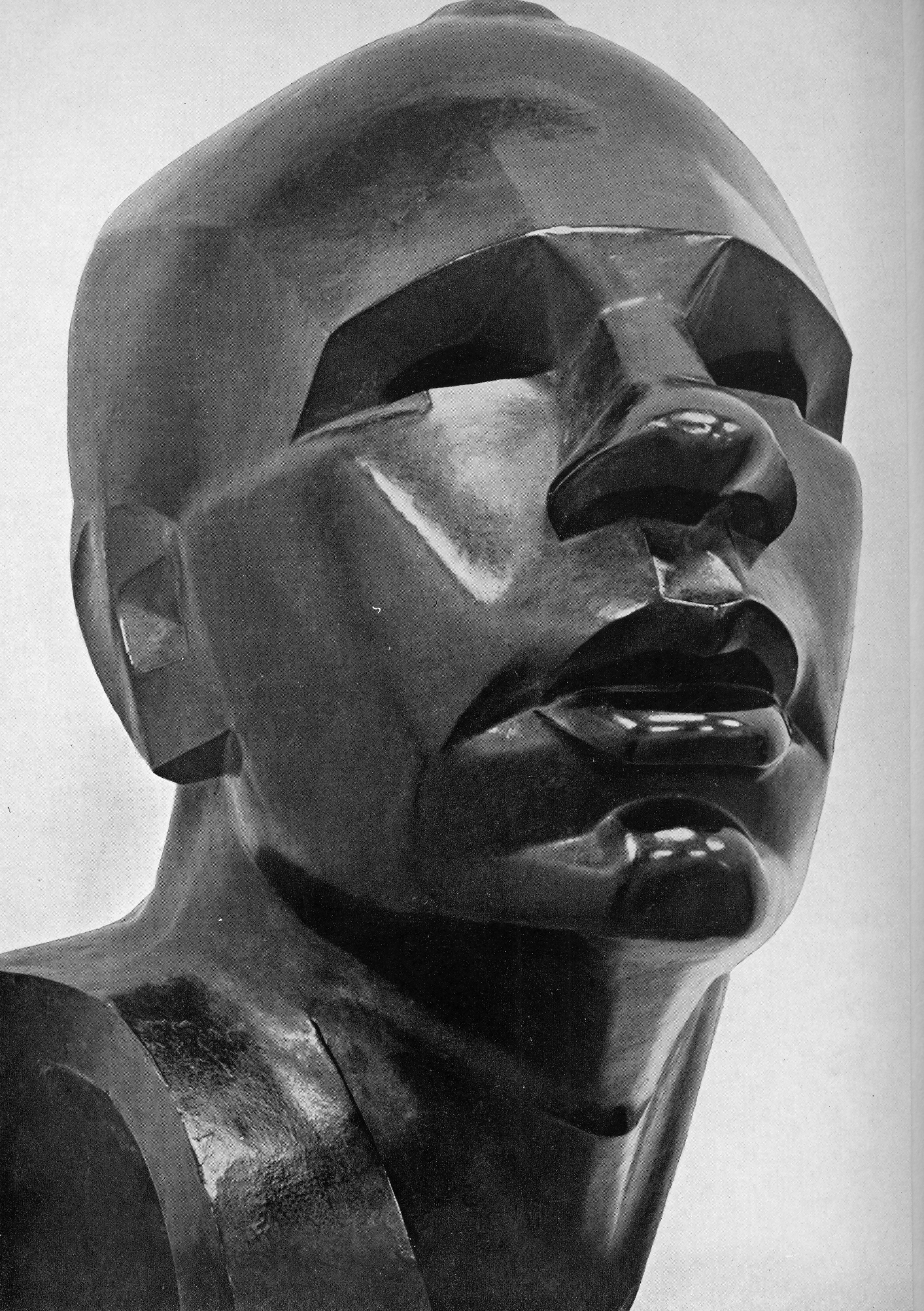
Busta herce Aarona Meskina (výška 36 cm)

Ze'ev Ben Cvi (hebrejsky: זאב בן-צבי, žil 1904 – 16. května 1952) byl izraelský sochař, který ovlivnil celou generaci izraelských sochařů.

## Biografie
Narodil se v Ryki v Polsku a studoval na Akademii výtvarného umění ve Varšavě. V roce 1923 podnikl aliju do britské mandátní Palestiny, kde v letech 1923 až 1924 studoval na Bezalelově akademii v Jeruzalémě. Po otevření Nové Bezalelovy školy zde v letech 1926 až 1927 vyučoval sochařství. V roce 1937 vycestoval do Paříže a téhož roku odjel na dvouroční pobyt do Londýna.
Zaměřoval se na portréty hlavy, vyráběné z tepané mědi a sádry, které upravoval kubistickým způsobem. Roku 1947 vytvořil jedno ze svých nejvýznamnějších děl, a to pomník Na památku dětí diaspory, který stojí v kibucu Mišmar ha-Emek.

## Ocenění
- V roce 1953 byla Ben Cvimu posmrtně udělena Dizengoffova cena za sochařství.[2]
- Téhož roku mu byla za sochařství udělena Izraelská cena.[3]